# Diocese de Huehuetenango
A Diocese de Huehuetenango (Diœcesis Gerontopolitana) é uma circunscrição eclesiástica da Igreja Católica situada em Huehuetenango, na Guatemala. Seu atual bispo é Álvaro Leonel Ramazzini Imeri. Sua Sé é a Catedral de La Inmaculada Concepción.
Possui 30 paróquias servidas por 31 padres, assistindo a uma população abrangida de 1 354 700 habitantes, com 60% da população jurisdicionada batizada (812 830 católicos).

## História
A Prelazia Territorial de Huehuetenango foi erigida em 22 de julho de 1961 com a bula Læto auspicio do Papa João XXIII, recebendo o território da diocese de San Marcos. Originalmente era sufragânea da Arquidiocese de Santiago de Guatemala.
Em 23 de dezembro de 1967 a prelazia territorial foi elevada a diocese com a bula Solet Apostolica do Papa Paulo VI.
Em 13 de fevereiro de 1996 passou a fazer parte da província eclesiástica da Arquidiocese de Los Altos Quetzaltenango-Totonicapán.

## Prelados
|        | Nome                                   | Período      | Notas  |
| Bispos | Bispos                                 | Bispos       | Bispos |
| ------ | -------------------------------------- | ------------ | ------ |
| 5º     | Álvaro Leonel Ramazzini Imeri          | 2012 - atual |        |
| 4º     | Rodolfo Francisco Bobadilla Mata, C.M. | 1996 - 2012  |        |
| 3º     | Julio Amílcar Bethancourt Fioravanti   | 1988 - 1996  |        |
| 2º     | Victor Hugo Martínez Contreras         | 1975 - 1987  |        |
| 1º     | Hugo Mark Gerbermann, M.M.             | 1961 - 1975  |        |